# Smokey Bear

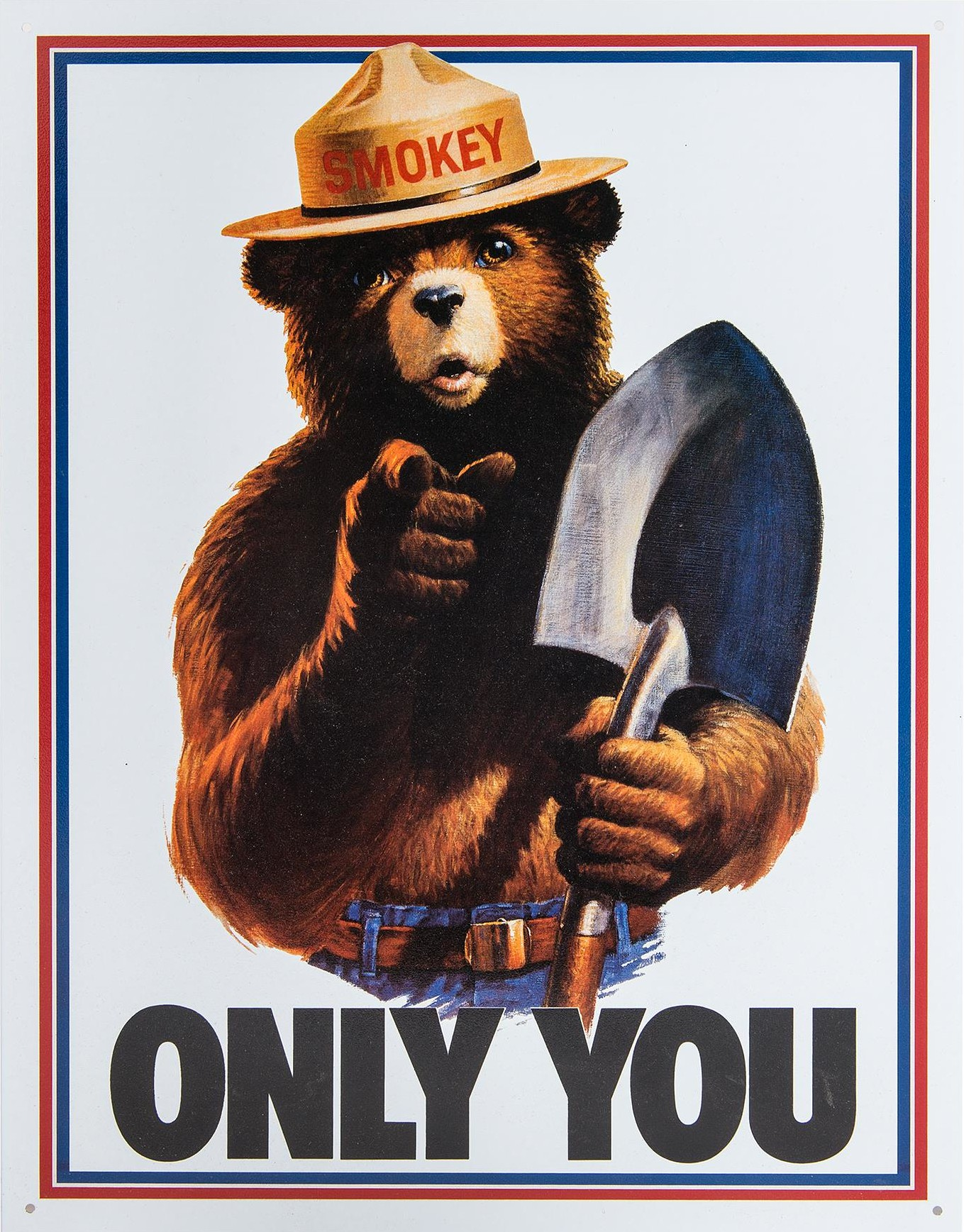
Only you can prevent wildfires

logo Forest Service

Smokey Bear („Niedźwiedź Smokey” ang. smoke – dym) – maskotka Służby Leśnej Stanów Zjednoczonych (USDA Forest Service), od 1944 roku promująca w USA akcję ochrony lasów przed pożarami, symbol jednej z najdłużej prowadzonych kampanii społecznych – kampanii Smokey Bear Wildfire Prevention (CFFP Program, The Cooperative Forest Fire Prevention).
Znany na świecie wizerunek misia Smokey jest chroniony przez amerykańskie prawo federalne i administrowany przez Forest Service, National Association of State Foresters i Ad Council. Imię Smokey Bear nadano dwóm niedźwiadkom, uratowanym przez Forest Service, oraz dystryktowi obszaru chronionego Lincoln National Forest w Nowym Meksyku. Wielki pożar lasu, który miał miejsce w tym dystrykcie w 2012 roku, nazwano „Little Bear Wildfire”.
Nazwa Smokey Bear została użyta sprzecznie z celami kampanii przeciwpożarowej przez amerykańskich pilotów uczestniczących w wojnie wietnamskiej.

## Historia kampanii

### Elementy historii pożarnictwa
Pożary zagrażały życiu na Ziemi od czasu jego pojawienia się na lądach. Ich przyczyną były np. erupcje wulkanów, uderzenia piorunów lub meteorytów itp. Były jednym z czynników kształtujących struktury ekosystemów o różnej skali od spowodowania globalnego masowego wymierania kredowego (prawdopodobnie spłonęła cała lądowa część biosfery) do lokalnego umożliwiania rozwoju pirofitów (zob. np. ekologiczne tło pożarów lasów w Yellowstone).

Po opanowaniu ognia przez pierwotnego człowieka i ekspansji gatunku – rozwoju miast i działalności technicznej – pożary coraz częściej miały przyczyny antropogeniczne. W rozrastających się miastach wybuchały trudne do opanowania pożary (m.in. burze ogniowe). W Nowym Jorku, w następstwie Wielkiego Pożaru z 1835 roku, ograniczono wykorzystanie drewna w budownictwie (powszechne stało się stosowanie kamienia i cegły). Tworzone jednostki straży pożarnej podejmowały coraz większe wyzwania organizacyjne i techniczne. Na przełomie XIX/XX wieku w czasie gaszenia nowojorskich pożarów wyróżniał się odwagą kapitan Joseph B. Martin (ur. 8 grudnia 1862, zm. 24 października 1941), który po jednej z bohaterskich akcji został przedstawiony dziennikarzom: 

Gentlemen, this is „Smokey Joe” Martin

Gaszenie pożarów lasu wymaga stosowania innych metod ochrony przeciwpożarowej (np. pasy przeciwpożarowe), zaangażowania wyszkolonych służb i specjalistycznego sprzętu. Konieczna jest stała obserwacja terenu, umożliwiająca dostrzeżenie zagrożenia w fazie początkowej i zahamowanie rozprzestrzeniania się ognia. Dawno stwierdzono, że potrzebna jest przede wszystkim powszechna świadomość konieczności przestrzegania zasad zachowania się w lasach i w ich otoczeniu, obowiązku alarmowania służb w przypadku dostrzeżenia ognia oraz podporządkowania się zarządzeniom kierujących akcją gaśniczą.

### II wojna światowa i powstanie Smokey Bear
Do powiązania w świadomości Amerykanów problemu pożarowego zagrożenia lasów z postacią misia o imieniu „Smokey” przyczyniły się wydarzenia z okresu wojny na Pacyfiku, w tym japoński atak na Pearl Harbor (7 grudnia 1941) i ostrzelanie z japońskich okrętów podwodnych wybrzeża Kalifornii (Santa Barbara). Pociski eksplodowały na jednym z licznych w tym stanie pól naftowych, w pobliżu Los Padres National Forest. Amerykanie odczuli bezpośrednie zagrożenie wojną – walka z pożarami stała się sprawą państwową.
Forest Service (wraz z Cooperative Forest Fire Prevention, War Advertising Council i Association of State Foresters) podjął starania o zwiększenie zaangażowania ludności cywilnej w akcje przeciwpożarowe. Popularyzowano m.in. plakaty z wizerunkami Hitlera i Hideki Tōjō oraz z takimi sloganami jak „Pożary lasów pomagają wrogowi” lub „Nasza nieostrożność, ich tajna broń”.
Po zakończeniu wojny stwierdzono, że głównymi sprawcami pożarów są ludzie – turyści, grzybiarze i inni, nieprzestrzegający zasad bezpieczeństwa. W kolejnej kampanii wykorzystano popularność wyprodukowanego w 1942 roku animowanego filmu Disneya pt. Bambi, adaptacji książki Bambi. Eine Lebensgeschichte aus dem Walde (Bambi. Historia życia z lasu, 1928), napisanej przez zakazanego w III Rzeszy austriackiego pisarza żydowskiego pochodzenia, Felixa Saltena. W 1944 roku Walt Disney udzielił CFFP rocznego zezwolenia na stosowanie wizerunków bohaterów filmu w czasie nowej kampanii przeciwpożarowej (hasło: „Proszę, panie, nie bądź nieostrożny. Zapobiegaj pożarom lasów. Większe niebezpieczeństwo niż kiedykolwiek!”). Kampania odniosła sukces, co skłoniło organizatorów do zachowania tematyki kolejnych plakatów – dalszego odwoływania się do zagrożenia leśnych zwierząt. W 1947 roku popularny stał się pierwszy plakat z postacią niedźwiedzia amerykańskiego, któremu nadano imię „Smokey”, co było przypomnieniem postaci kapitana Josepha B. „Smokey” Martina. Autorem grafiki był Albert Staehle, jeden z najbardziej cenionych amerykańskich ilustratorów, znany z wyrazistych rysunków zwierząt.
„Smokey Bear” symbolizuje kampanię przeciwpożarowej ochrony lasów przez ponad 75 lat. Charakterystycznym elementem jego ubioru jest kapelusz typu M1911 Campaign Hat, noszony m.in. przez strażników leśnych i skautów-zwiadowców Baden-Powella (również przez Kanadyjską Policję Konną).

## Żywe symbole
Smokey Bear (Smokey Bear 1)
Żywym symbolem kampanii został niedźwiadek, uratowany w 1950 roku przez strażaków uczestniczących w opanowywaniu pożaru lasu w górach Capitan w Nowym Meksyku (Capitan Gap Fire). W wielkiej akcji uczestniczyły lokalne załogi z Nowego Meksyku i Teksasu oraz Departament Stanu w Nowym Meksyku. Załoga starająca się powstrzymać rozprzestrzenianie się ognia otrzymała meldunek o samotnym niedźwiadku, dostrzeżonym w pobliżu linii ognia. Około 30 strażaków przetrwało przejście frontu burzy ogniowej leżąc na skale twarzami w dół przez ponad godzinę. Dotarli do niedźwiadka, który – ze spalonymi łapami – schronił się na zwęglonym drzewie. Odzyskiwał zdrowie w domu jednego z wybawców, a następnie pod fachową opieką w Santa Fe. Jego los wzbudził wielkie zainteresowanie odbiorców informacji prasowych w całym kraju. Postanowiono zaprezentować niedźwiadka w National Zoological Park w Waszyngtonie pod warunkiem, że będzie to związane z reklamowaniem akcji ochrony lasów.
Uratowany w 1950 roku Smokey Bear miał licznych fanów. Steve Nelson i Jack Rollins napisali na jego temat piosenkę zatytułowaną „Smokey the Bear” („the” wstawiono dla zachowania rytmu). Był tematem licznych książeczek dla dzieci, programów telewizyjnych, filmu animowanego, gier itp. Pozostał w National Zoo do śmierci w 1976 roku (ze swoją partnerką – czarną niedźwiedzicą Goldie – nie miał potomstwa). Został uroczyście pochowany i trwale upamiętniony w Smokey Bear Historical Park w Capitan i w National Zoo.
Smokey Bear II („Little Smokey”, Smokey Bear 2)
W waszyngtońskim National Zoological Park jego miejsce zajął drugi niedźwiadek urodzony w Lincoln National Forest. „Little Smokey” trafił do National Zoological Park w 1971 roku (Smokey i Goldie „zaadoptowali” go). Nie był ofiarą pożaru – został uratowany przez Forest Service od śmierci głodowej po osieroceniu przez matkę. W maju 1975 roku nadano mu uroczyście miano Smokey Bear II.

## Zadania programu CFFP
W zakres Cooperative Forest Fire Prevention Program (CFFP) wchodzi m.in. wspomaganie usług publicznych, świadczonych United States Forest Service w ramach ochrony 155 lasów państwowych przed pożarami. Działalność obejmuje np. angażowanie lokalnych społeczności, rozwijanie sponsoringu, przygotowywanie materiałów promocyjnych. Wykorzystywana jest reklama poprzez media oraz różne formy aktywności edukacyjnej.
Edukacyjna działalność Smokey Bear obejmuje różne grupy wiekowe i formy przekazywania wiedzy. W zakres programów wchodzą zagadnienia:
- pożary – korzyści z ognia, nauka o ogniu, naturalne pożary)[22]
- zapobieganie pożarom – bezpieczne ognisko, spalanie odpadów podwórkowych, użytkowanie i konserwacja sprzętu gaśniczego[23]

Udostępniane są zestawy materiałów edukacyjnych, przeznaczone dla dzieci i dla nauczycieli.

## Przyznawane wyróżnienia
W połowie lat 50. XX wieku organizacje najbardziej aktywne w działalności przeciwpożarowej wyróżniano dyplomami uznania. Opracowanie projektu statuetki nagrody powierzono artyście USDA Forest Service, Rudolphowi „Rudy'emu” Wendelinowi. Wendelin zaproponował statuetkę przypominającą Oscara. Projekt został zaakceptowany przez trzech partnerów kampanii przeciwpożarowej – US Forest Service, National Association of State Foresters (NASF) i Ad Council, którzy zdecydowali się na sponsoring. Od 1957 roku Komitet Programowy CFFP corocznie przyznaje złote, srebrne i brązowe statuetki Smokey Bear za wybitne zasługi dla zapobiegania pożarom oraz za nieustanne pogłębianie świadomości zagrożeń pożarami spowodowanymi przez człowieka. Początkowo wyróżniane były instytucje, a w kolejnych latach – grupy i osoby.
Jako pierwsze złotą statuetkę otrzymały instytucje:
- The Advertising Council, Inc. (1957)
- American Forestry Association (1957)
- American Forest Products Institute (1957)
- The Children of America (Judy Bell) (1957)
- The Radio and Television Broadcasters of America (1958)
- Boy Scouts of America (1984)

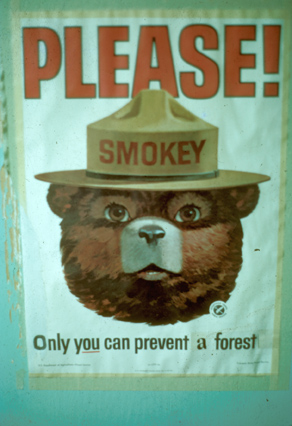
Only you can prevent a forest

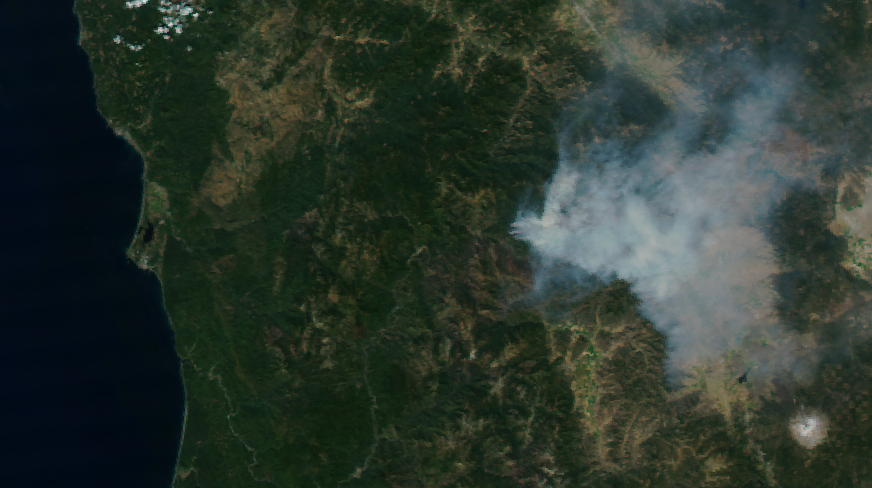
Gap Fire (2016)

oraz osoby: James P. Felton (koordynator ds. reklamy wolontariatu, Virginia, 1976), John Bethea (pisarz, 1985), Joe Baker i James R. Miller (1986), Nancy A. Budd (1987), William Keim (1987), Harry R. „Punky” McClellan (1987; 1985 – srebro, 1977 – brąz).
W 2018 roku statuetkę Złotego Smokey Bear otrzymała Carrie Bilbao oraz Mid-Atlantic Forest Fire Compact.

## „Smokey Bear” w Wietnamie
Do wykorzystania wizerunku Smokey Bear sprzecznego z ideą ruchu na rzecz ochrony lasów doszło w latach 1962–1971. Uczestniczący w wojnie wietnamskiej amerykańscy piloci użyli hasła „Only you can prevent a forest” zamiast „Only you can prevent wildfires”. W nowej wersji hasło określało cel akcji – zniszczenie wietnamskich lasów, w których kryli się przeciwnicy; równocześnie niszczono uprawy rolne (Operation Ranch Hand, zob. tęczowe herbicydy, Agent Orange, defoliacja). Zmienione plakaty umieszczono w końcu 1965 roku w otoczeniu budynków „Ranch Hand” w bazach sił powietrznych Langley Air Force Base (Wirginia), Eglin Air Force Base (Floryda) i Biên Hoà Air Base (Wietnam). Równocześnie piloci nadawali imię „Smokey Bears” swoim Douglasom C-47 i innym samolotom.

## W kulturze
- W filmie krótkometrażowym Disneya pt. In the Bag, miś Humphrey próbuje podpalić śmieci. Ale powstrzymuje go Smokey, głosząc przy okazji swój slogan.
- Smokey został sparodiowany w odc. 22 serialu Brickleberry. Wzorowana na nim postać Misia Pogorzusia jest alkoholikiem i kobieciarzem, który tylko w telewizji jest wzorem cnot.